# Cuttermaran
Cuttermaran ist eine einfache freie Videoschnittsoftware.
Cuttermaran ist spezialisiert auf das Schneiden von Videos im MPEG-1- und MPEG-2-Format. Die Videos müssen bereits mit voneinander getrennter Video- und Audiospur, also demultiplext (engl.: "demuxed"), vorliegen; dies kann zum Beispiel mit Programmen wie Avidemux erfolgen. Die Besonderheit ist, dass das Video nicht erneut encodiert zu werden braucht, dadurch wird Qualitätsverlust vermieden und Rechenzeit gespart.

## Status
Cuttermaran erschien im Jahre 2003 unter der GNU General Public License. Aktuell ist Version 1.70 vom 22. Oktober 2009. Cuttermaran setzt das Microsoft .NET Framework 3.5 SP 1, sowie DirectX 9c voraus.